# Finale della Copa América 2021
La finale della Copa América 2021 si disputò il 10 luglio 2021 allo Stadio Maracanã di Rio de Janeiro tra le nazionali di Argentina e Brasile. A vincere fu la nazionale argentina, che si impose su quella brasiliana per 1-0 e conquistò il quindicesimo trofeo della sua storia.

## Le squadre
| Squadra   | Finali (o spareggi) disputate in precedenza (il grassetto indica la vittoria) |
| --------- | ----------------------------------------------------------------------------- |
| Argentina | 7 (1937, 1991, 1993, 2004, 2007, 2015, 2016)                                  |
| Brasile   | 12 (1919, 1922, 1937, 1949, 1953, 1983, 1995, 1997, 1999, 2004, 2007, 2019)   |

## Stadio
Per la seconda edizione consecutiva, dopo quella del 2019, la finale della Copa América si disputò allo Stadio Maracanã di Rio de Janeiro, lo stadio con la maggiore capienza del Brasile. Per la finale, lo stadio fu aperto per il 10% della capienza complessiva a causa della pandemia di COVID-19.

## Cammino verso la finale

### Argentina
L'Argentina fu inserita nel gruppo A, assieme a Bolivia, Uruguay, Cile e Paraguay. Nella gara d'esordio gli argentini impattarono per 1-1 con i cileni, dopo essere andati in vantaggio con un gol di Messi. Nelle due gare successive arrivarono due vittorie per 1-0, rispettivamente contro gli uruguaiani (con il gol di Rodríguez) e contro i paraguaiani (con il gol di Gómez). Il successo contro i boliviani per 4-1, grazie alla doppietta di Messi e alle reti di Gómez e Martínez, assicurò all'Argentina il passaggio del turno come prima del raggruppamento. Nei quarti di finale gli argentini superarono nettamente l'Ecuador per 3-0, con i gol di de Paul, Martínez e Messi, mentre nelle semifinali ebbero la meglio sulla Colombia solo ai tiri di rigore per 3-2, dopo il pareggio per 1-1 al termine dei tempi regolamentari determinato dal gol di Martínez.

### Brasile
Il Brasile fu inserito nel gruppo B, assieme a Colombia, Venezuela, Ecuador e Perù. Nella partita di debutto i brasiliani vinsero per 3-0 contro i venezuelani (con le reti di Marquinhos, Neymar e Gabriel Barbosa), prima di ottenere altre due vittorie contro i peruviani e i colombiani, rispettivamente per 4-0 (a segno Alex Sandro, Neymar, Éverton e Richarlison) e 2-1 (in rete Firmino e Casemiro). All'ultimo turno la Seleção, già qualificata alla fase successiva come prima classificata del raggruppamento, pareggiò per 1-1 con gli ecuadoriani grazie al gol di Éder Militão. Nei quarti di finale i verdeoro vinsero per 1-0 contro il Cile grazie alla marcatura di Paquetá, mentre nelle semifinali superarono per 1-0 il Perù (già incontrato nella fase a gironi), sempre con il gol decisivo di Paquetá.

### Tabella riassuntiva del percorso
| Squadra   | Pt | G |
| --------- | -- | - |
| Argentina | 10 | 4 |
| Uruguay   | 7  | 4 |
| Paraguay  | 6  | 4 |
| Cile      | 5  | 4 |
| Bolivia   | 0  | 4 |

| Squadra   | Pt | G |
| --------- | -- | - |
| Brasile   | 10 | 4 |
| Perù      | 7  | 4 |
| Colombia  | 4  | 4 |
| Ecuador   | 3  | 4 |
| Venezuela | 2  | 4 |

## Descrizione della partita

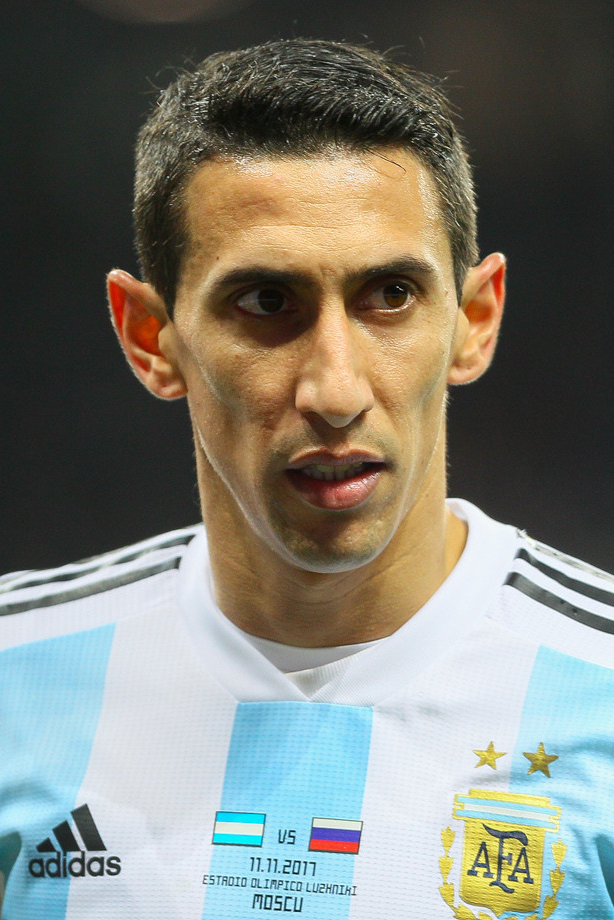
Ángel Di María, autore del gol decisivo e MVP della finale.

L'inizio di partita fu caratterizzato da ritmi bassi, con il Brasile a gestire il possesso della palla e l'Argentina ad attendere il recupero della sfera per ripartire. Al 13' Neymar ebbe la prima occasione, sfruttando una sponda di testa di Richarlison, ma la sua conclusione schiacciata non creò particolari problemi alla retroguardia argentina. Al 22', su un lancio dalla lunga distanza di Rodrigo de Paul, che Renan Lodi non riuscì ad intercettare, Ángel Di María stoppò la palla e superò il portiere avversario Ederson con un pallonetto. Incassato il gol, il Brasile si lanciò alla ricerca del pareggio, costringendo Emiliano Martínez alla parata su un tiro centrale di Casemiro. Dopo un'occasione per Di Maria, al 33' Lionel Messi arrivò a calciare verso la porta brasiliana, ma il suo sinistro terminò fuori di poco. Sul finire della prima frazione, il Brasile ebbe un'occasione con Éverton Ribeiro, ma la sua conclusione fu facilmente parata da Martínez.
Il secondo tempo iniziò con l'Albiceleste a creare i presupposti per il raddoppio, ma un tiro di Di Maria fu respinto dalla difesa brasiliana. Tra il 52' e il 55' Richarlison si vide dapprima annullare un gol per fuorigioco e poi respingere una conclusione in diagonale dall'estremo difensore argentino. Negli ultimi dieci minuti, il Brasile ebbe due opportunità con Gabriel Barbosa, che all'83' si vide deviare la conclusione in calcio d'angolo e all'87' non riuscì a battere Emiliano Martínez. All'88' l'Argentina andò vicina a chiudere la partita, ma Messi non riuscì a sfruttare un assist pregevole di de Paul, facendosi anticipare in uscita bassa da Ederson. Dopo cinque minuti di recupero, l'arbitro fischiò la fine della partita, sancendo la vittoria della Selección dopo ventotto anni di attesa.

## Tabellino
| Arbitro: | Esteban Ostojich |

|              |           |  |
| Di María 22’ | Marcatori |  |

| Argentina | Brasile |

| Argentina (4-3-3) |    |                    |     |     |
|                   |    |                    |     |     |
| P                 | 23 | Emiliano Martínez  |     |     |
| D                 | 4  | Gonzalo Montiel    | 89’ |     |
| D                 | 13 | Cristian Romero    |     | 79’ |
| D                 | 19 | Nicolás Otamendi   | 81’ |     |
| D                 | 8  | Marcos Acuña       |     |     |
| C                 | 7  | Rodrigo de Paul    | 68’ |     |
| C                 | 5  | Leandro Paredes    | 33’ | 54’ |
| C                 | 20 | Giovani Lo Celso   | 51’ | 63’ |
| A                 | 10 | Lionel Messi       |     |     |
| A                 | 22 | Lautaro Martínez   |     | 79’ |
| A                 | 11 | Ángel Di María     |     | 79’ |
| A disposizione:   |    |                    |     |     |
| P                 | 1  | Franco Armani      |     |     |
| P                 | 12 | Agustín Marchesín  |     |     |
| D                 | 3  | Nicolás Tagliafico |     | 63’ |
| D                 | 6  | Germán Pezzella    |     | 79’ |
| A                 | 9  | Sergio Agüero      |     |     |
| C                 | 14 | Exequiel Palacios  |     | 79’ |
| A                 | 15 | Nicolás González   |     | 79’ |
| C                 | 18 | Guido Rodríguez    |     | 54’ |
| C                 | 21 | Ángel Correa       |     |     |
| C                 | 24 | Alejandro Gómez    |     |     |
| D                 | 25 | Lisandro Martínez  |     |     |
| D                 | 26 | Nahuel Molina      |     |     |
| CT:               |    |                    |     |     |
| Lionel Scaloni    |    |                    |     |     |

| Brasile (4-2-3-1) |    |                 |     |     |
|                   |    |                 |     |     |
| P                 | 23 | Ederson         |     |     |
| D                 | 2  | Danilo          |     |     |
| D                 | 4  | Marquinhos      | 82’ |     |
| D                 | 3  | Thiago Silva    |     |     |
| D                 | 16 | Renan Lodi      | 70’ | 76’ |
| C                 | 5  | Casemiro        |     |     |
| C                 | 8  | Fred            | 3’  | 46’ |
| C                 | 7  | Richarlison     |     |     |
| C                 | 17 | Lucas Paquetá   | 72’ | 76’ |
| C                 | 19 | Everton         |     | 63’ |
| A                 | 10 | Neymar          |     |     |
| A disposizione:   |    |                 |     |     |
| P                 | 1  | Alisson         |     |     |
| P                 | 12 | Weverton        |     |     |
| D                 | 6  | Alex Sandro     |     |     |
| C                 | 11 | Éverton Ribeiro |     |     |
| D                 | 13 | Emerson         |     | 76’ |
| D                 | 14 | Éder Militão    |     |     |
| C                 | 15 | Fabinho         |     |     |
| A                 | 18 | Vinícius Júnior |     | 63’ |
| A                 | 20 | Roberto Firmino |     | 46’ |
| A                 | 21 | Gabriel Barbosa |     | 76’ |
| D                 | 22 | Léo Ortiz       |     |     |
| C                 | 25 | Douglas Luiz    |     |     |
| CT:               |    |                 |     |     |
| Tite              |    |                 |     |     |

| Assistenti arbitrali: Carlos Barreiro (Uruguay) Martín Soppi (Uruguay) Quarto ufficiale: Diego Haro (Perù) Quinto ufficiale: José Antelo (Bolivia) VAR: Andrés Cunha (Uruguay) Assistenti al VAR: Daniel Fedorczuk (Uruguay) Alexander Guzmán (Colombia) Jhon Ospina (Colombia) | Regole dell'incontro - due tempi regolamentari da 45 minuti ciascuno; - due tempi supplementari da 15 minuti ciascuno in caso di parità; - tiri di rigore in caso di ulteriore parità; inizialmente cinque per squadra, e a oltranza fino a spareggio in caso di ulteriore parità; - numero massimo di 23 giocatori per squadra a referto (11 in campo e 12 come potenziali sostituti); - cinque sostituzioni permesse nei tempi regolamentari; una sesta permessa nei tempi supplementari. |

## Statistiche
| Statistiche       | Argentina | Brasile |
| ----------------- | --------- | ------- |
| Reti segnate      | 1         | 0       |
| Tiri totali       | 6         | 13      |
| Tiri in porta     | 2         | 2       |
| Parate            | 2         | 1       |
| Possesso palla    | 41%       | 59%     |
| Calci d'angolo    | 1         | 4       |
| Falli commessi    | 26        | 23      |
| Fuorigioco        | 0         | 3       |
| Cartellini gialli | 5         | 4       |
| Cartellini rossi  | 0         | 0       |

## Impatto mediatico

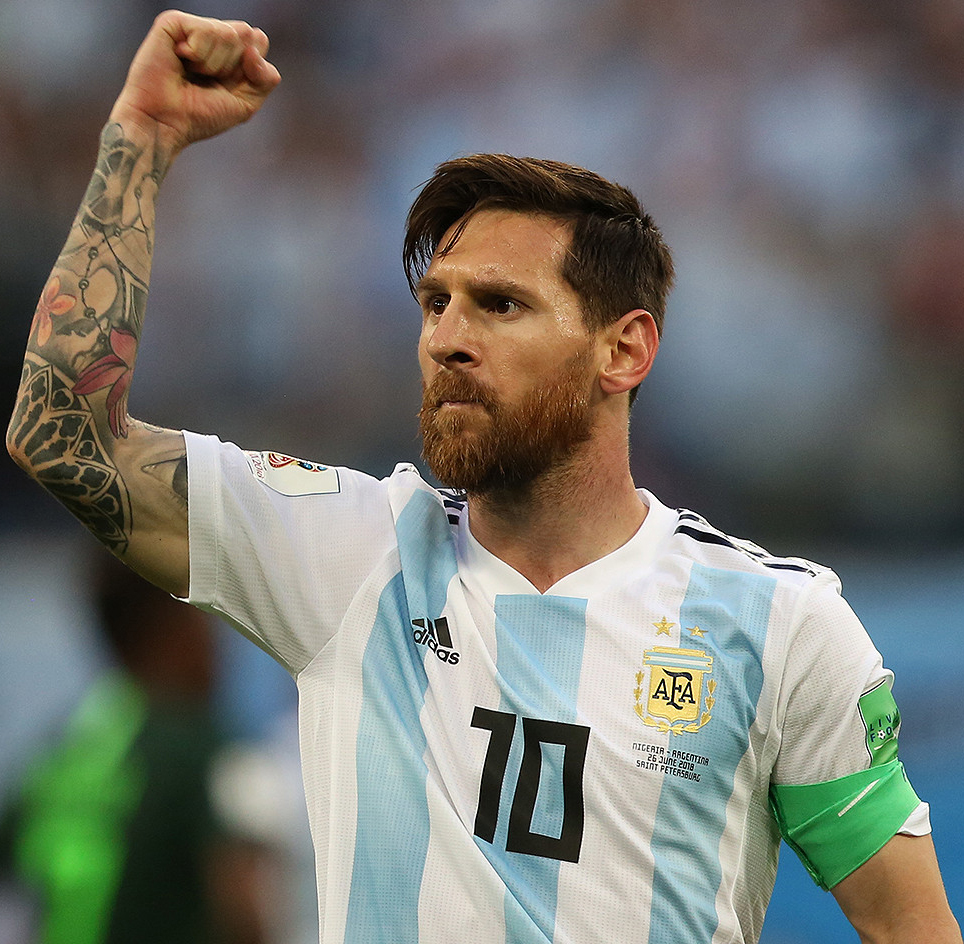
Lionel Messi, al primo trofeo con la nazionale maggiore argentina dopo quattro finali perse

La vittoria dell'Argentina ebbe una notevole risonanza a livello mondiale visto che si trattò del primo successo con la nazionale maggiore per il suo capitano Lionel Messi, che in precedenza aveva perso tre finali di Copa América (2007, 2015 e nel 2016) e una del campionato mondiale (2014). Inoltre, la nazionale argentina pose fine ad un digiuno di vittorie nella competizione che durava dal 1993, con la Selección sempre sconfitta nelle quattro finali successive di Copa América (2004, 2007, 2015 e 2016) e raggiunse l'Uruguay a quota quindici trionfi, al primo posto nell'albo d'oro della competizione sudamericana.
Per il Brasile l'edizione 2021 fu la prima non vinta come nazione organizzatrice: nelle precedenti cinque occasioni, era infatti sempre arrivato il successo finale tra le mura amiche. I verdeoro non perdevano in finale dall'edizione 1995, avendo vinto le cinque successive giocate (1997, 1999, 2004, 2007, 2019).